# Cosoroabă

Cosoroaba este așezată pe capetele lemnelor ce ies din perete în consolă. Pe cosoroabă se sprijină căpriorii acoperișului. Cosoroaba de pe latura de sud la biserica de lemn din Govora, județul Vâlcea.

Cosoroaba este un element constitutiv al șarpantei unui acoperiș și anume fiecare dintre bârnele așezate orizontal deasupra pereților casei în lungul acoperișului, pentru a susține căpriorii. Cosoroaba este talpa de jos a șarpantei, pe ea se sprijină tot acoperișul. 
În arhitectura tradițională, cosoroaba este și grinda orizontală întâlnită deasupra stâlpilor unui foișor, a unui pridvor sau a unei prispe. Este adesea împodobită cu decorații liniare (crestături), traforate sau sculptate.
Decorații deosebite prezintă cosoroabele bisericilor de lemn din Slăvuța (Gorj), Larga (Gorj) și Mănăstirea Draga-Cozla (Neamț).
La Biserica de lemn din Brebi cu hramul „Sf. Împ. Constantin și Elena” din Brebi, județul Sălaj ca un omagiu adus realizatorilor, în cosoroaba prispei a fost săpat următorul text: „1759 în acea vreme au făcut această biserică. Meșteri au fost Breurz și Borzan Ion în zilele lui popa Dănilă”. 